# Pisatyna
Pisatyna – organiczny związek chemiczny z grupy pterokarpanów, pierwsza oczyszczona i zidentyfikowana chemicznie fitoaleksyna. Występuje w strąkach grochu zwyczajnego (Pisum sativum) i innych roślin z rodziny bobowatych, w tym Tephrosia candida. Jest również metabolitem roślinnym.

## Budowa i właściwości
Struktura pisatyny opiera się na szkielecie pterokarpanowym z charakterystyczną grupą hydroksylową w pozycji 6a tego układu. Pisatyna słabo rozpuszcza się w wodzie, jednak dobrze w rozpuszczalnikach organicznych. W roztworach obojętnych i lekko zasadowych jest trwała, w warunkach kwasowych jednak przekształca się w anhydropisatynę.

## Odporność na pisatynę
Część patogenów Pisum sativum wykazuje odporność na działanie pisatyny. W Nectria haematococca zidentyfikowano enzym cytochromu P450, demetylazę pisatyny, odpowiedzialny za usuwanie grupy 3-O-metylowej z cząsteczki pisatyny, co przekłada się na zmniejszenie jej toksyczności dla tych patogenów. Większość gdzybów zdolnych do tego rodzaju metabolizmu pisatyny jest odporna na jej działanie, jednak pewne patogeny wykazują taką odporność mimo braku tego enzymu, stąd też mogą posiadać inne mechanizmy metabolizowania fitoaleksyn. Ponadto, najwyższą zjadliwość wykazują te organizmy, które w największym stopniu są zdolne do demetylacji pisatyny.

## Biosynteza
Pisatyna biosyntezowana jest z L-fenyloalaniny, z której poprzez deaminację powstaje (E)-cynamonian, który następnie ulega hydroksylowaniu do 4-kumaranu. Po przyłączeniu koenzymu A, powstaniu 4-kumarylo-CoA i przy udziale trzech cząsteczek malonylo-CoA, możliwa jest cyklizacja z utworzeniem pierścienia fenolowego. Poprzez izomeryzację, hydroksylowanie i przegrupowanie grupy fenolowej, powstaje 2,4′,7-trihydroksyizoflawonon, który następnie poprzez dehydratację i metylowanie przekształcany jest w formononetynę. W wyniku hydroksylowania tej cząsteczki powstaje kalikozyna, po czym utworzony zostaje pierścień dioksolanowy. Następnie poprzez hydroksylowanie i izomeryzację tworzy się (−)-soferol, by w wyniku redukcji grupy karbonylowej do grupy hydroksylowej i dehydratacji przekształcić się w (+)-maakiainę, która ulega przegrupowaniu i hydroksylowaniu do (+)-6a-hydroksymaakiainy. Ostatnim etapem jest metylowanie, w wyniku czego powstaje (+)-pisatyna.